# Johan van den Bergh
Johan van den Bergh (Leiden, 25 augustus 1664 – 11 november 1755) was een Leids burgemeester en regent. Hij was staatsraad (1704-1707) en had tijdens de tien jaar van het Anglo-Bataafs condominium een leidende rol in het bestuur van de bezette gebieden in de Zuidelijke Nederlanden (1707-1716).

## Leven
Van den Bergh studeerde rechten aan de Universiteit van Leiden en werd er secretaris van curatoren (1690-1711). Op 9 september 1688 trouwde hij met Johanna van Teijlingen. Na het overlijden van zijn vader in 1693 werd hij opgenomen in de vroedschap, waarvan hij gedurende 55 jaar lid zou blijven. Hij vervulde belangrijke functies in het stadsbestuur: lid van de schepenbank (1696-1701), royeermeester (1701) en lid van het vierkoppige burgemeesterscollege (diverse keren vanaf 1702). Op grond van zijn financieel inzicht en organisatorisch vermogen duidde Leiden hem aan als gedeputeerde voor de Raad van State (1704-1707). 
In maart 1707 werd Van den Bergh benoemd in de vierkoppige conferentie die het Anglo-Bataafs condominium bestuurde. Met zijn gezin en het andere Nederlandse lid, Frederik Adriaan van Reede van Renswoude, nam hij in Rotterdam de boot naar Brussel, waar zij zich vestigden. Hij kon rekenen op een daggeld van 35 gulden. Vooral in de wintermaanden keerde hij soms terug naar Holland. De relatie met de Engelse conferentieleden was stroef. Vooral over William Cadogan bekloeg Van den Bergh zich herhaaldelijk tegenover raadspensionaris Anthonie Heinsius.
Tijdens het bombardement door Franse troepen onder Maximiliaan II Emanuel van Beieren bleef Van den Bergh in 1708 op post tot een ontzettingsmacht de belegeraars kwam verjagen. De Zuidelijke Nederlanden werden in 1713 aan de Oostenrijkse Habsburgers toegewezen door de Vrede van Utrecht, maar de onderhandelingen over de barrière, waaraan Van den Bergh enkele malen deelnam, deden de soevereiniteitsoverdracht aanslepen. Na het Barrièretraktaat was het dan zover en verliet hij Brussel begin 1716.
Terug in de Leidse vroedschap werd Van den Bergh de leider van de republikeinse partij, die de stadhouderlijke partij overvleugelde. De Staten van Holland benoemden hem tot baljuw en dijkgraaf van Rijnland (1725-1751). In 1727 was hij als burgemeester betrokken in een schandaal over de schoutbenoeming. Hij zou de functie plechtig hebben beloofd aan Cornelius Schrevelius én aan Jan van Teijlingen, maar uiteindelijk een zekere Van der Mark hebben voorgedragen. Het leidde tot een bittere pamflettenstrijd. 
Tijdens een nieuw burgemeesterschap barstten in 1748 onlusten uit over het uitblijven van hervormingen, het zogenaamde pachtersoproer, dat ook de Leidse regentenheerschappij contesteerde. Op 14 oktober werd Van den Bergh in zijn koets aangevallen en met paardevijgen bekogeld. De koetsier bracht hem in veiligheid, maar 's avonds werden ruiten van zijn huis aan de Breestraat ingegooid. Enkele dagen later trad de stadsregering af en kwam een einde aan de politieke carrière van de  84-jarige regent. 
Hij stierf in 1755 en werd begraven in de Pieterskerk, waar hij tegen een pijler van het koor een witmarmeren epitaaf kreeg.

## Iconografie
Portretten van Johan van den Bergh zijn geschilderd door Barend Graat (1689) en Hiëronymus van der Mij (1746). Er is in 1708 ook een penning geslagen ter gelegenheid van het ontzet van Brussel.

## Voetnoten
1. ↑  Augustus J. Veenendaal, Het ontslag van William Cadogan als Brits gevolmachtigde te Brussel in 1710 in: Bijdragen en Mededelingen betreffende de Geschiedenis der Nederlanden, 1981, p. 480. Gearchiveerd op 23 april 2022.
2. ↑  Toon Kerkhoff, Ronald Kroeze, Pieter Wagenaar en Michel Hoenderboom, A History of Dutch Corruption and Public Morality (1648-1940), 2020, p. 73-74